# Chrást (Tišice)
Chrást je velká vesnice, část obce Tišice v okrese Mělník ve Středočeském kraji. Nachází se asi dva kilometry jihovýchodně od Tišic. Prochází zde silnice II/331. Je zde evidováno 348 adres. Trvale zde žije 605 obyvatel.
Chrást leží v katastrálním území Chrást u Tišic o rozloze 3,3 km².

## Historie
První písemná zmínka o vesnici pochází z roku 1371.
V obci Chrást (623 obyvatel, samostatná obec se později stala součástí Tišic) byly v roce 1932 evidovány tyto živnosti a obchody: výroba cementového zboží, holič, 2 hostince, kolář, krejčí, obuvník, vývoz ovoce a zeleniny, povozník, 2 řezníci, 10 rolníků, obchod se semeny, 3 obchody se smíšeným zbožím, švadlena, trafika, truhlář, zámečník, vývoz zeleniny.

## Obyvatelstvo
| Rok            | 1869 | 1880 | 1890 | 1900 | 1910 | 1921 | 1930 | 1950 | 1961 | 1970 | 1980 | 1991 | 2001 | 2011 | 2021  |
| -------------- | ---- | ---- | ---- | ---- | ---- | ---- | ---- | ---- | ---- | ---- | ---- | ---- | ---- | ---- | ----- |
| Počet obyvatel | 356  | 345  | 384  | 434  | 472  | 507  | 623  | 745  | 792  | 768  | 699  | 597  | 605  | 885  | 1 168 |
| Počet domů     | 55   | 59   | 64   | 68   | 83   | 95   | 145  | 224  | 224  | 219  | 217  | 255  | 285  | 334  | 453   |

## Obecní správa
Při sčítání lidu v letech 1850–1960 byl Chrást samostatnou obcí, nejprve v okrese Karlín, v letech 1910–1950 v okrese Brandýs nad Labem a od roku 1960 v okrese Mělník. Od 1. července 1960 je částí obce Tišice v okrese Mělník.